# Малта на Европском првенству у атлетици у дворани 2013.
Малта је учествовала на 32. Европском првенству у дворани 2013 одржаном у Гетеборгу, Шведска, од 28. фебруара до 3. марта. Ово је било девето Европско првенство у дворани од 1996. године када је Матла први пут учествовала.
Репрезентацију Малте представљала је једна такмичарка која се такмичила у трци на 60 метара.
На овом првенству представница Малте није освојила медаљу али је остварила најбољи лични резултат сезоне.

## Учесници
Жене:
- Ребека Камилери — 60 м

## Резултати

### Жене
| Атлетичарка     | Дисциплина | Лични рекорд | Квалификације | Квалификације | Полуфинале            | Полуфинале            | Финале                | Финале       | Детаљи |
| Атлетичарка     | Дисциплина | Лични рекорд | Резултат      | Место         | Резултат              | Место                 | Резултат              | Место        | Детаљи |
| --------------- | ---------- | ------------ | ------------- | ------------- | --------------------- | --------------------- | --------------------- | ------------ | ------ |
| Ребека Камилери | 60 м       | 7,68         | 7,74 ЛРС      | 7. у гр. 2    | Није се квалификовала | Није се квалификовала | Није се квалификовала | 23 / 23 (24) |        |